# Panyosogan
Panyosogan is een bestuurslaag in het regentschap Kuningan van de provincie West-Java, Indonesië. Panyosogan telt 3103 inwoners (volkstelling 2010).